# Авијатик Берг 30.25
Авијатик Берг 30.25 је аустроугарски ловац-извиђач. Први лет авиона је извршен 1918. године. 

Показао је добре особине при тестирању, али није уведен у серијску производњу.
Највећа брзина авиона при хоризонталном лету је износила 186 km/h.
Распон крила авиона је био 8,40 метара, а дужина трупа 6,90 метара. Био је наоружан са два предња митраљеза калибра 8 милиметара Шварцлозе.

## Наоружање
Авион Авијатик Берг 30.25 је био наоружан са два фиксна синхронизована митраљеза Шварцлозе калибра 8 mm која су гађала кроз обртно поље елисе.
| Наоружање авиона: Авијатик Берг 30.25 |                             |
| Ватрено (стрељачко) наоружање         |                             |
| Топ                                   |                             |
| Митраљез                              |                             |
| Број и ознака митраљеза               | 2 х Шварцлозе (Schwarzlose) |
| Калибар                               | 8                           |
| Бомбардерско наоружање (бомбе)        |                             |
| Ракетно наоружање (ракете)            |                             |

## Земље које су користиле авион
- Аустроугарска